# Asterix & Obelix XXL
Asterix & Obelix XXL é um videogame de ação-aventura lançado em 2004. É baseado na série de quadrinhos franco-belga Asterix. Foi produzido para computador, PlayStation 2, GameCube e Game Boy Advance.  Teve uma sequência lançada em 2005, Asterix & Obelix XXL 2: Mission Las Vegum.

## Enredo
Em um dia normal na aldeia, Asterix, Obelix e seu cãozinho Ideiafix vão à floresta para caçar javalis. Na volta, cai uma grande tempestade e Ideiafix se perde. Enquanto Obelix o procura, Asterix volta à aldeia e encontra um agente secreto romano despedido e furioso, que preferiu se aliar aos gauleses para vingar-se de César. Ele explica que o império sequestrou os habitantes da aldeia, que haviam misteriosamente desaparecido. Ideiafix é encontrado e os três viajam pela Gália. Eles encontram Panoramix, que explica que os habitantes estão presos por todo o Império Romano e cada um possui um pedaço de um grande mapa que, combinado. revela caminho a Roma. Então eles devem viajar por todo o império e encontrar cada pedaço do mapa e libertar cada um dos amigos para, enfim, derrotar César.

## Jogabilidade

### Básico
O jogador controla um personagem, podendo fazer ele correr (para frente, para trás ou para os lados), saltar (unicamente ou duplamente), socar seres ou objetos, entre outras ações. A tela tem um medidor de saúde; se este acabar, o personagem desmaia e o jogo recomeça no último lugar onde foi salvo. Também há um medidor de combos que, se chegar ao máximo, permite ao personagem usar um dos combos (ataques especiais).

### Inimigos
No jogo há vários tipos de inimigos que, depois de derrotados, deixam cair um ou mais itens de recompensa. Os soldados podem ser romanos ou nativos de cada província.
- Soldados comuns - São os soldados mais simples, derrotados com três socos. Valem um capacete.
- Soldados com lanças - São soldados que usam lanças e podem ser mais perigosos. Valem um capacete.
- Arqueiros - Usam arco-e-flecha e atacam de longe. Valem um pedaço de carne.
- Chefes de combate - São mais poderosos que os soldados comuns, sendo preciso desarmar seu escudo antes de atacá-los. Valem um capacete de ouro e um pedaço de carne.
- Soldados com armas de borracha - Possuem armas de borracha que impulsam o personagem para longe. É difícil atacá-los, sendo necessário desarmar seu escudo antes também. Valem um capacete.
- Soldados que saltam - Usam duas lanças para saltar e atacar o jogador. Valem um capacete.
- Soldados com bombas - Eles voam e podem jogar bombas que explodem em segundos, causando grande dano ao personagem. Valem um capacete.
- Máquinas de guerra - Enormes máquinas que podem atropelar os personagens e lançar-lhes bombas. São os mais poderosos inimigos e aparecem como oponente final em cada fase (exceto na Gália). Para derrotá-las é preciso uma estratégia. Após derrotados, eles libertam aldeões presos em sua província. A cada fase ficam mais poderosos.

### Itens
O jogo tem vários itens:
- Caixas - É onde ficam guardados alguns capacetes e pedaços de carne. Podem ser de madeira, que são de mais fácil destruição e guardam itens simples, e as de ferro, que guardam itens mais valiosos e só podem ser destruídas por Obelix, por Asterix se usar a poção mágica, ou pelos canhões.
- Capacetes - São os capecetes de soldados. São obtidos depois de derrotar seus respectivos portadores mas também são vistos soltos ou em caixas. Eles valem dinheiro e são mais valiosos de acordo com o portador (se é um simples soldado, um chefe de combate, uma máquina e etc.)
- Pedaços de carne - Objetos que preenchem o medidor de saúde, são obtidos se bater em javalis, mas também são vistos em caixas.
- Poções mágicas - Garrafas de poções que dão mais força a Asterix, podendo fazer ele matar um inimigo mais facilmente e destruir caixas de ferro. Seu efeito é temporário.
- Louros dourados - Louros que César deixou por todas as províncias. Em cada fase há um determinado número de louros para achar e, se o jogador achar todos, ganha a armadura da respectiva província.

### Itens de ação
Itens usados para obter algo.
- Catapultas - São transportes usados para ir de um lugar para outro longe, tanto para prosseguir como para voltar.
- Barcos - São transportes que servem para andar pelos rios ou mares em grande velocidade.
- Deslizamentos - São descidas no gelo, na areia ou em outros terrenos, pelas quais Asterix e Obelix passam para coletar um determinado número de capacetes e ganhar um louro dourado como recompensa.
- Canhões - Armas poderosas usadas para destruir paredes ou inimgos.
- Explosivos - São bombas de TNT que explodem e destroem bloqueios de passagem. Para ativá-los, deve-se realizar um conjunto de ações que consistem em pegar uma tocha, acendê-la, e acender o explosivo. Muitas vezes isso pode ser difícil, pois há obstáculos que apagam a tocha.
- Elevadores - São usados para subir do chão para uma área elevada. Normalmente, Asterix sobre em cima de uma base e uma roda que impulsa o elevador para cima é operada por Obelix, ou o contrário. Em outros casos são controlados totalmente por Asterix.
- Bondes - São pequenos bondes em que levam Asterix para áreas elevadas ou distantes. Normalmente é operado por Obelix, mas há exceções em que ele se movimenta sozinho.
- Alavancas e botões - Normalmente são usados para destravar portas ou pontes, mas também podem servir para conseguir uma recompensa se ativar um determinado número deles.
- Itens travados - São itens que não podem ser usados até que se derrote um determinado número de inimigos.

### Fases (províncias)
- Gália
- Normandia
- Grécia
- Helvécia
- Egito
- Roma
- Espanha